# Окоп (Клинцовский район)
Окоп — поселок в Клинцовском районе Брянской области, в составе Смотровобудского сельского поселения.

## География
Находится в западной части Брянской области на расстоянии приблизительно 13 км на восток-юго-восток по прямой от железнодорожного вокзала станции Клинцы.

## История
Упоминался с середины XIX века как хутор. В первой половине XX века также назывался также Красный Окоп. В 1892 году здесь (хутор Стародубского уезда Черниговской губернии) учтен был 1 двор, в 1892 (уже Зарамановск)—26. На карте 1941 года отмечен как поселение с 27 дворами.

## Население
Численность населения: 10 человек (1892), 18 человек (2002), 8 человек (2010), 10 человек (2013).
Будет упразднен как фактически не существующий в связи с переселением всех жителей на постоянное место жительства в другие населённые пункты